# Floris Hazemeyer
Floris Hazemeyer (Rotterdam, 24 april 1872 – Hengelo, 22 augustus 1939) was een Nederlands industrieel en oprichter van de elektronicafabrieken Hazemeyer en Hollandse Signaalapparaten.

## Levensloop
Hazemeyer werd in 1872 geboren in Rotterdam waar hij bij Electriciteitsmaatschappij Khotinsky de grondbeginselen van de elektrotechniek leerde. Rond 1900 vertrok hij naar Twente om daar als hoofdingenieur aan de slag te gaan bij het ingenieursbureau Hofstede Crull & Willink van Rento Hofstede Crull. Hier was hij betrokken bij de productie van kleine elektriciteitscentrales. Hazemeyer trouwde in 1905 met Johanna Geertruida Berendina Friezendorp, dochter van de Hengelose koopman Johan Friezendorp. In juli 1906 nam Hazemeyer ontslag bij het bedrijf om, ondersteund door zijn schoonfamilie, voor zichzelf te beginnen.
Het eigen bedrijf kwam een jaar later, toen Hazemeyer aan de Marskant in het centrum van Hengelo zijn bedrijf oprichtte. De Firma F. Hazemeyer & Co. zoals het bedrijf zou gaan heten, legde zich toe op de handel in elektrische apparaten, het uitvoeren van elektrische installaties en later op de fabricage van elektrische apparaten en afgeschermd schakelmateriaal. Het bedrijf groeide gestaag en rond 1930 telde de N.V. Hazemeyer zoals het bedrijf inmiddels heette bijna 600 medewerkers.
In 1922 richtte Hazemeyer de NV Hazemeyers fabriek van Signaalapparaten op. Het bedrijf legde zich toe op de ontwikkeling en productie van vuurleiding voor marineschepen. Naast het directeurschap van Hazemeyer en Hazemeyers fabriek van signaalapparaten was Floris Hazemeyer onder ander commissaris van woningbouwvereniging Electra, voorzitter van de commissie verkeer van de Kamer van Koophandel en Fabrieken voor Twente, lid van de Spoorwegraad.
Hazemeyer overleed op 22 augustus 1939 op 67-jarige leeftijd en is begraven op de  begraafplaats aan de Oldenzaalsestraat in Hengelo. De F. Hazemijerstraat op het voormalige fabriekscomplex aan de Tuindorpstraat in Hengelo is naar Floris Hazemeyer vernoemd.

## Onderscheidingen
Hazemeyer werd in 1935 benoemd tot Ridder der Eerste Klasse in de orde van Vasa in Zweden. Een jaar later volgde de titel officier in de orde van Oranje-Nassau.